# Hraše, Radovljica
Hraše este o localitate din comuna Radovljica, Slovenia, cu o populație de 181 de locuitori.